# Муанда
Моанда, або Муанда (фр. Moanda, Muanda) — місто і територія в провінції Центральне Конго Демократичної Республіки Конго.
Моанда розташована на узбережжі Атлантичного океану в гирлі річки Конго, за 8 км на північний захід від невеликого порту  Банана. У 2010 році населення міста за оцінками становило 86896 осіб. У місті є міжнародний аеропорт.
Моанда відоме своїми пляжами і має декілька туристичних об'єктів, проте в економіці міста туризм займає другорядне місце. У місті функціонує велика кількість готелів різного ступеня комфортності, у тому числі і прийнятні з точки зору сучасної гігієни.
Місто має центральне водо- та електропостачання.